# خوزه ام هرناندز
خوزه ام هرناندز (به انگلیسی: Jose M. Hernandez) فضانورد اهل کشور ایالات متحده آمریکا است که در ۷ اوت ۱۹۶۲ میلادی در فرنچ کمپ، کالیفورنیا زاده شد. وی در مأموریت اس‌تی‌اس-۱۲۸ حضور داشته است.فیلمی در سال 2023 بر اساس زندگی نامه او ساخته شد.